# Sylvania (Schiff)
Die Sylvania war ein 1957 in Dienst gestellter Transatlantikliner der Cunard Line. Sie war das letzte Schiff der Reederei, das speziell für den Transatlantik-Liniendienst gebaut wurde. Nach einem Umbau zum Kreuzfahrtschiff fuhr sie von 1968 bis 2003 unter diversen anderen Namen für Sitmar-Line, Princess Cruises und Phoenix Reisen.
Nachdem bereits zwischen 1895 und 1910 ein Frachtschiff im Nordamerikadienst den Namen Sylvania trug, war das Passagierschiff das zweite Schiff von Cunard mit diesem Namen.

## Konzeption und Bau
Neben der prestigereichen Transatlantikroute von Southampton nach New York City bediente die Cunard Line auch noch eine Reihe weiterer Strecken über den Atlantik, darunter eine von Liverpool nach Montreal in Kanada. Für diese wurde 1951 eine Klasse von vier identischen Schiffen bestellt, die aus wirtschaftlichen Gründen neben den Passagierkabinen auch sechs Frachträume erhielten. Außerdem wurde die Unterbringung durch Reduzierung auf nur zwei Klassen vereinfacht: 1. Klasse und Touristenklasse, wobei letztere den Großteil des Schiffes einnahm. Die Abmessungen wurden dadurch begrenzt, dass die Schiffe den Sankt-Lorenz-Strom hinauf bis nach Montreal fahren können mussten.
Der Auftrag für die vier Schiffe ging an die schottische Werft John Brown & Company in Clydebank bei Glasgow. Diese lieferte das Typschiff Saxonia 1954 ab, gefolgt von ihren drei Schwestern im Jahrestakt: Ivernia 1955, Carinthia 1956 und schließlich Sylvania 1957. Die Namen waren – wie üblich bei Cunard – lateinische Namen für Provinzen des Römischen Reiches oder des Heiligen Römischen Reiches Deutscher Nation. Außerdem hatten sie als Postschiffe Anrecht auf den Namenszusatz RMS (Royal Mail Ship).

## Geschichte

### 1957–1968:Sylvania
Am 5. Juni 1957 lief die Sylvania von Greenock zu ihrer Jungfernfahrt nach Montreal aus. Anschließend nahm sie mit ihren Schwesterschiffen den regulären Liniendienst auf der Route Liverpool – Greenock – Québec – Montreal und zurück auf. Diese sollte bis 1967 ihre Hauptaufgabe bleiben, nur unterbrochen in den Wintermonaten, in denen wegen des Eises auf dem Sankt-Lorenz-Strom stattdessen die Route Liverpool – Cobh – Halifax – New York gefahren wurde. Allerdings war Cunard in späteren Jahren wegen der zunehmenden Konkurrenz durch den Luftverkehr gezwungen, sich nach alternativen Aufgaben umzusehen. So fuhr die Sylvania beispielsweise zeitweilig zur besseren Auslastung die Route Rotterdam – Southampton – Le Havre – Québec – Montreal.
Parallel dazu wurden alle vier Schwestern ab den frühen 60er Jahren auch für Kreuzfahrten eingesetzt. Eine entsprechende Anpassung der Passagierunterbringungen wurde während eines Werftaufenthaltes Anfang 1965 durchgeführt und am 20. Februar 1965 verließ sie Southampton zu ihrer ersten großen Kreuzfahrt ins Mittelmeer (27 Tage). Auch von Januar bis Mai 1966 ging sie wieder auf Kreuzfahrten. Ihr anschließender Werftaufenthalt fiel jedoch mit einem Seemannsstreik zusammen, so dass sie ab Mitte Mai sechs Wochen lang untätig in Liverpool lag. Der Verlust für Cunard durch den Streik wurden später auf 3 Mio. £ beziffert. Unter anderem deshalb wurde die Winterroute Liverpool – New York Ende 1966 endgültig eingestellt. Die Sylvania fuhr sie zum letzten Mal im November des Jahres.
Beim folgenden Werftaufenthalt 1966/67 wurde sie für die kommende Kreuzfahrtsaison komplett weiß gestrichen. Anschließend unternahm sie im Januar/Februar 1967 eine 36-tägige Fahrt in die Karibik, an die sich bis Mai fünf Mittelmeerkreuzfahrten von Gibraltar aus anschlossen – inklusive Hin- und Rückflug von London Gatwick aus, ein frühes Beispiel für Fly/Cruise-Angebote. Als Besonderheit In dieser Saison führte die Sylvania ein Luftkissenboot vom Typ SR.N6 mit, welches in erster Linie Werbung für die British Hovercraft Corporation in einigen Mittelmeerhäfen machen sollte, aber auch gelegentlich Ausfahrten mit den Passagieren unternahm. Auf all diesen Reisen erwies es sich als sehr problematisch, dass nur die öffentlichen Bereiche der Sylvania klimatisiert waren, nicht jedoch die Kabinen, die sich speziell in der Karibik fast unerträglich aufheizten.
Im Mai kehrte das Schiff wieder auf seine angestammte Transatlantikroute Liverpool – Montreal zurück, von der man sich in diesem Jahr wegen der Expo 67 in Montreal hohe Passagierzahlen erhoffte. Dabei lief die Sylvania am 15. Juni 1967 kurz nach dem Auslaufen zur Rückfahrt bei Trois-Rivières auf Grund. Trotz mehrerer Versuche gelang es nicht, sie freizubekommen, und schließlich wurden zwei Tage später die Passagiere mit Tendern an Land gebracht, um die Reise mit einem Schiff der Canadian Pacific Line oder dem Flugzeug zu machen. Erst nachdem alle Bunker und Frischwassertanks geleert und die Besatzung von Bord geholt worden war, schwamm sie endlich auf und wurde zurück nach Montreal geschleppt. Innerhalb von drei Tagen waren die Schäden behoben, so dass sie für ihre nächste planmäßige Abfahrt am 4. Juli wieder zur Verfügung stand.
Aufgrund anhaltender finanzieller Verluste stellte Cunard im Dezember 1967 schließlich die Sylvania und Carinthia außer Dienst. Beide wurden in Southampton aufgelegt und zum Verkauf angeboten.

### 1968–1988:Fairwind
Am 2. Februar 1968 wurden beide Schiffe an die italienische Societa Italiana Transporti Maritimi SpA (Sitmar-Line) verkauft, die sie unter den Namen Fairwind und Fairland als Auswandererschiffe auf der Route von Europa nach Australien und Neuseeland einsetzen wollte. Die Reederei bediente diese Route seit 1955 im Auftrag der australischen Regierung und wollte sich durch die neuen Schiffe einen Vorteil bei der Neuausschreibung des Kontraktes für den Zeitraum ab 1970 verschaffen. Sitmar unterlag jedoch gegen die griechische Reederei Chandris und beschloss, die beiden Dampfer stattdessen zu Kreuzfahrtschiffen umzubauen.

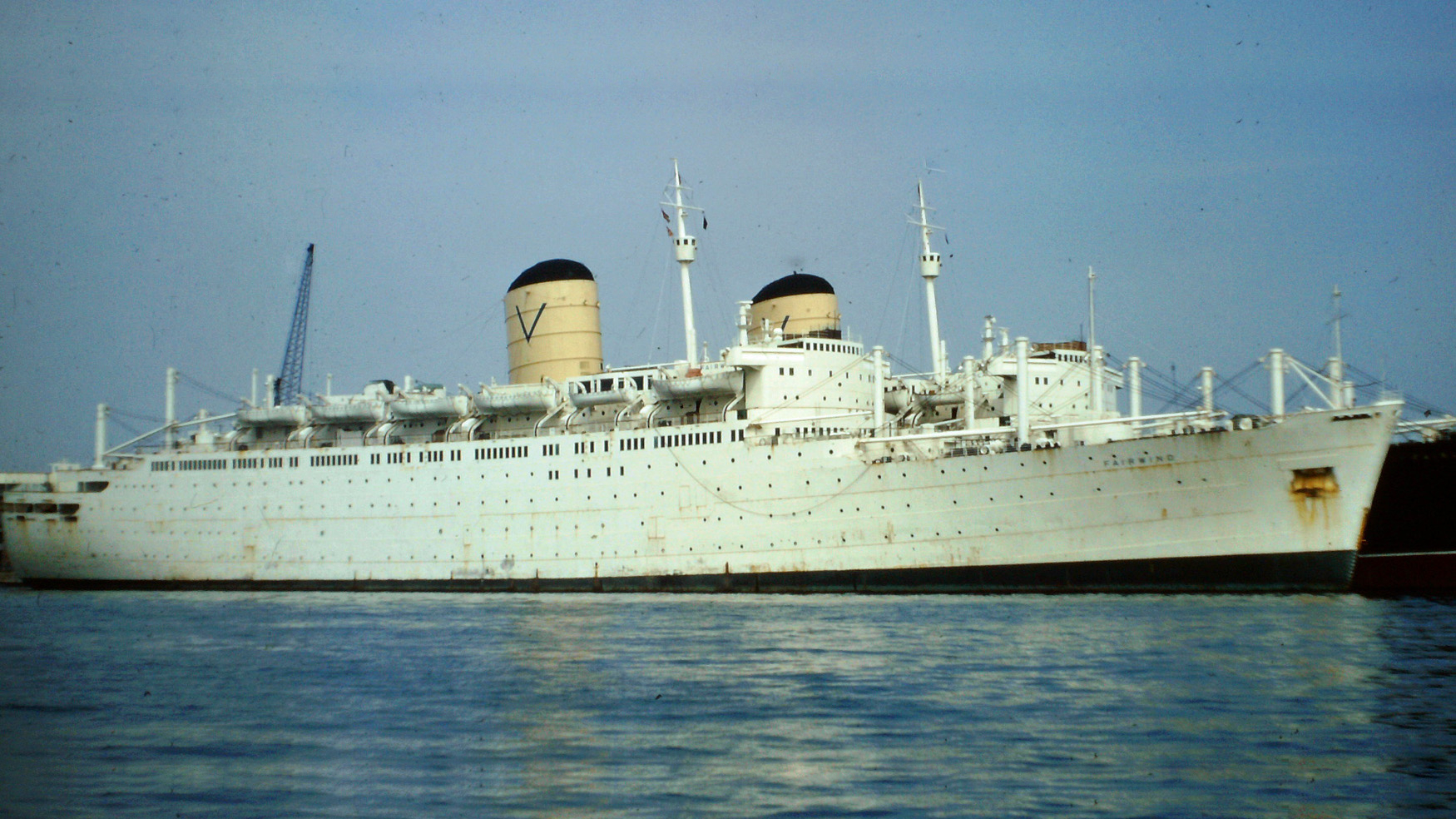
Als Fairwind, noch in der ursprünglichen Bauform, im Jahr 1969 in Southampton

Von Januar 1970 bis Januar 1971 wurde das Schiff in der Triester Werft San Marco umgebaut. Auffälligste Veränderungen waren der neue Schornstein und die vorgezogene, modernere Kommandobrücke sowie die Entfernung der Ladebäume. Nach dem Umbau nahm die Fairwind den Dienst für den amerikanischen Markt auf, wo sie sich – zusammen mit ihrer Schwester, die inzwischen in Fairsea umgetauft worden war – als sehr populär erwies. Im Winter unternahm sie hauptsächlich Südamerika-Touren von Fort Lauderdale aus, während sie im Sommer meist von San Francisco aus nach Kanada und Alaska fuhr. 1988 unternahm sie sogar zwei Kreuzfahrten den Amazonas hinauf bis Manaus. Auf der Rückfahrt zur US-Westküste brach jedoch eine der Propellerwellen, so dass die Fairwind nach San Francisco ins Dock musste.
In den späten 80er Jahren bemühte sich Sitmar angesichts fallender Passagierzahlen um ein neues Image. Dazu sollten unter anderem alle Schiffe einen neuen Anstrich und neue Namen erhalten. Der unplanmäßige Dockaufenthalt der Fairwind kam da gerade recht, und so verließ sie die Werft mit einem auffälligen blauen Schornstein und dem neuen Schwanenlogo als Sitmar Fairwind. Nur wenige Wochen später erlitt sie vor Nassau einen Maschinenschaden und musste wieder ins Dock, diesmal nach New York. Noch bevor sie dieses nach einer mehrwöchigen Reparatur wieder verlassen konnte, wurde Sitmar am 1. September 1988 von P&O übernommen und aufgelöst.

### 1988–1993:Dawn Princess
Bereits acht Tage nach dem Aufkauf von Sitmar wurde die Sitmar Fairwind zur P&O-Tochter Princess Cruises transferiert, die sie unter dem Namen Dawn Princess weiter auf dem amerikanischen Markt einsetzten. Allerdings blieb sie hier nur wenige Jahre, von denen sie 1991 drei Monate zur Asbestsanierung in Portland verbrachte. Anfang 1993 wurde sie schließlich im Rahmen der Flottenmodernisierung verkauft und durch einen Neubau (ein gleichnamiges Schiff der Sun-Klasse) ersetzt.

### 1993–2003:Albatros

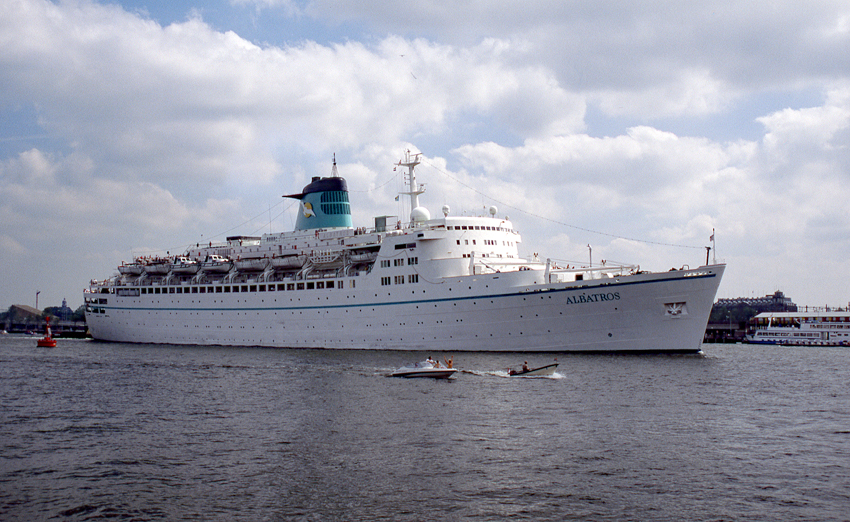
Nach Umbau als Albatros, 2003

Der nächste Eigentümer des Schiffes wurde V.Ships, ein Unternehmen der Vlasov-Gruppe, die auch Eigentümer von Sitmar gewesen waren. Diese vercharterten sie ab 27. März 1993 an den deutschen Reiseveranstalter Phoenix Reisen, für den sie am 18. August unter dem neuen Namen Albatros zu ihrer ersten Kreuzfahrt in Richtung Nordkap auslief. Der neue Betreiber hatte viel mit ihr vor, darunter jährliche Weltreisen. Doch bereits die zweite davon endete am 22. Mai 1995 unplanmäßig im Roten Meer, als im Maschinenraum ein Brand ausbrach. Zwar konnte das Feuer gelöscht werden, aber die Kessel wurden sicherheitshalber notabgeschaltet, so dass das Schiff mehrere Stunden manövrierunfähig im Meer trieb. Schließlich erreichte sie Dschidda, von wo aus die Passagiere mit Charterflugzeugen heimgebracht wurden. Die Albatros selbst fuhr mit eigener Kraft nach Marseille, wo sie bis zum 26. Juli zur Reparatur in die Werft ging.
Nur zwei Jahre später erlitt sie auf einer zweiwöchigen Kreuzfahrt rund um die britischen Inseln die größte Havarie ihrer Laufbahn: Auf dem Weg von den Scilly-Inseln nach Osten lief sie am 13. Mai 1997 auf den North Bartholomew Rock in der Bucht von St. Mary’s. Die Unterwasserklippe riss ein 61 m langes Leck in den Rumpf und nur ihre stabile, für das kanadische Eis ausgelegte Rumpfstruktur verhinderte einen Totalverlust. Mit Schlagseite kehrte sie nach St. Mary’s zurück, wo am nächsten Tag die 504 Passagiere von einer Fähre von Bord abgeholt und nach Penzance gebracht wurden. Sie konnte schließlich geborgen werden und aus eigener Kraft mit sechs Knoten nach Southampton ins Dock zur Reparatur verlegen.
Die restlichen Jahre der Albatros verliefen relativ ruhig, mit Nordland- und Ostseereisen im Sommer, Mittelmeerreisen im Herbst und einer jährlichen Weltreise im Winter. Als sich im Herbst 2003 die Maschinenprobleme häuften, entschied Phoenix, den Chartervertrag zu kündigen. Da aus Sicht von V.Ships eine Instandsetzung der 46 Jahre alten Antriebsanlage zu teuer war, wurde sie im Dezember 2003 schließlich nach Alang zum Abbruch verkauft. Sie verließ Genua am 21. Dezember 2003 unter dem Überführungsnamen Genoa  und erreichte am 1. Januar 2004 Alang, wo sie auf den Strand gesetzt und zerlegt wurde.

## Gestaltung und Umbauten

### Äußere Gestaltung
Alle vier Schiffe der Saxonia-Klasse hatte die typische Optik der Transatlantikliner ihrer Zeit: Schwarzer Rumpf, langgezogener Bug, weiße Aufbauten mit leicht gerundeter Front und abgestuftem Heck. Ungewöhnlich war lediglich die stark gerundete Form des einzelnen massiven Schornsteins. Ein weiteres typisches Merkmal waren die jeweils vier auffälligen Ladegeschirre auf Vor- und Achterschiff, die zur Be- und Entladung der Frachträume benötigt wurden. Während der jährlichen Überholung im Winter 1966/67 erhielt die Saxonia mit Rücksicht auf die immer häufigeren Kreuzfahrten in mediterrane und tropische Gewässer einen komplett weißen Anstrich. Nur der Schornstein behielt seine alte rot-schwarze Farbe.
Für den Einsatz als Kreuzfahrtschiff bei Sitmar wurde das Äußere des Schiffs 1970/71 radikal verändert: Die Brücke wurde schlanker und stromlinienförmiger gestaltet, der ursprünglich gerade Schornstein erhielt eine leicht konische Form mit einem auffälligen Rauchabweiser und alle Ladegeschirre wurden entfernt. Der Anstrich wurde an die damals üblichen Farben von Sitmar angepasst, mit weißem Rumpf und gelbem Schornstein mit einem großen V (für Vlasov, den Mutterkonzern von Sitmar) darauf. Um einen gerade Farbabschluss zu haben, hatten auch der Radarmast und das oberste Aufbaudeck einen gelben Anstrich.
Während des Werftaufenthaltes 1988 erhielt die Fairwind als erstes Sitmar-Schiff die neue Optik mit komplett weißem Grundanstrich, blauem Schornstein mit dem neuen Schwanen-Logo von Sitmar und drei auffälligen Wellenlinien am Achterschiff. Außer ihr bekam nur noch die Fairstar den neuen Anstrich (jedoch ohne die Wellenlinien), bevor Sitmar verkauft wurde.
Mit dem Wechsel zu Princess Cruises wurde das Aussehen des Schiffes erneut geändert: Nun trug es einen einheitlich weißen Anstrich, von dem nur die dunkelblaue Schornsteinkappe und das Wellenlogo der Reederei am Schornstein abwichen.
Ein letztes Mal änderte sich der Anstrich mit dem Wechsel zu Phoenix Reisen als Albatros. Rumpf und Aufbauten blieben weiß, jedoch mit einem schmalen türkisen Zierstreifen. Der Schornstein war nun Türkis mit schwarzer Kappe und dem Phoenix-Logo (weißer Albatros vor gelber Sonnenscheibe).

### Innenausstattung
Ursprünglich hatten alle Schiffe der Saxonia-Klasse im Vor- und Achterschiff einen Frachtbereich mit je drei Frachträumen. Dazwischen befand sich der Passagierbereich. Trotz eines deutlichen Übergewichts an Kabinen der Touristenklasse war die Einrichtung dort sehr elegant und an den Cunard-Schiffen vergangener Jahrzehnte orientiert. Es gab ein zweistöckiges Theater und alle öffentlichen Räume waren klimatisiert.
Während ihre Schwestern Saxonia und Ivernia Mitte der 60er Jahre umfassend für Kreuzfahrten umgebaut wurden, erhielt die Sylvania im Januar 1964 nur für 80 ihrer Touristenklasse-Kabinen ein eigenes Badezimmer (zuvor gab es für alle 250 Kabinen dieser Klasse nur Gemeinschaftsbäder).
Mit dem Wechsel zu Sitmar wurden sie und ihre Schwester Carinthia ebenfalls zu reinen Kreuzfahrtschiffen umgebaut. Dabei entfielen alle Frachträume, im vorderen wurden zusätzliche Kabinen und ein Bordkino eingerichtet. Auf dem Achterschiff wurden drei Swimmingpools installiert. Außerdem erhielten jetzt alle Kabinen eigene Nasszellen und wurden an die Klimaanlage angeschlossen. Insgesamt standen den maximal 925 Passagieren nach dem Umbau zwei Restaurants, fünf Bars und Nachtclubs, ein Theater mit 330 Plätzen und das Bordkino zur Verfügung.